# Sebastian Barry
Sebastian Barry (Dublino, 5 luglio 1955) è un drammaturgo, scrittore e poeta irlandese.
La carriera letteraria di Barry è cominciata con la poesia, prima di iniziare a scrivere drammi e romanzi. Più recentemente, le sue opere narrative hanno superato le opere teatrali in termini di successo, mentre in passato era considerato un drammaturgo che occasionalmente si dedica al romanzo.
È stato due volte finalista al Booker Prize per i romanzi A Long Long Way (2005) e Il segreto (The Secret Scripture, 2008), quest'ultimo vincitore del James Tait Black Memorial Prize nel 2008.
È l'unico scrittore ad aver vinto due volte il premio per il miglior romanzo ai Costa Book Awards: nel 2008 con Il segreto e nel 2016 con Days Without End.
Attualmente vive nella Contea di Wicklow.

## Opere

### Poesia
- The Water Colourist (1983)
- The Rhetorical Town (1985)

### Narrativa
- Mackers Garden (1982)
- The Engine of Owl-Light (1987)
- The Whereabouts of Eneas McNulty (1998)
- Annie Dunne (2002)
- A Long Long Way (2005), Torino, Instar libri, 2007
- Il segreto (The Secret Scripture) (2008), Milano, Bompiani, 2010
- On Canaan's Side (2011)
- The Temporary Gentleman (2014)
- Days Without End (2016)

### Teatro
- The Pentagonal Dream (1986)
- Boss Grady's Boys (1988)
- Prayers of Sherkin (1990)
- White Woman Street (1992)
- The Only True HIstory of Lizzie Finn (1995)
- The Steward of Christendom (1995)
- Our Lady of Sligo (1998)
- Hinterland (2002)
- Whistling Psyche (2004)
- Fred and Jane (2004)
- The Pride of Parnell Street (2008)
- Dallas Sweetman (2008)
- Tales of Ballycumber (2009)
- Andersen's English (2010)